# Árbol de la vida (bíblico)

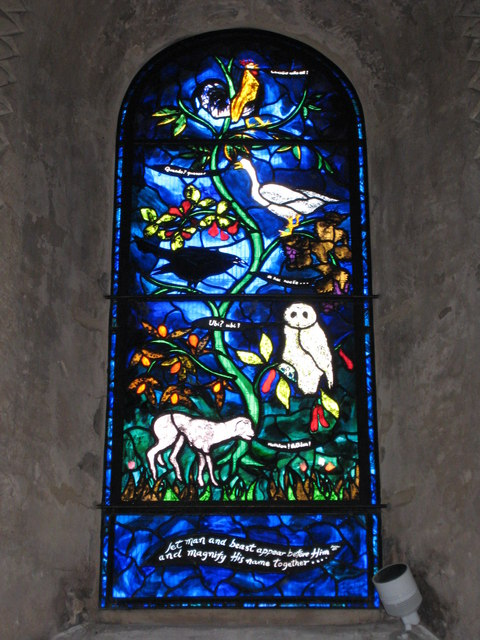
Vidriera de la iglesia parroquial de Santa María Virgen, Iffley, Oxfordshire, realizada en 1995.

En el judaísmo y el cristianismo, el árbol de la vida (en hebreo: עֵץ הַחַיִּים‎, romanizado: ‘ēṣ haḥayyīm; en latín: Lignum vitae) se describe por primera vez en el capítulo 2, versículo 9 del Libro del Génesis como "en medio del Jardín del Edén" junto con el árbol del conocimiento del bien y del mal ( עֵץ הַדַּעַת טוֹב וָרָע; Lignum scientiae boni et mali). Después de la caída del hombre, "para que no extienda su mano y tome también del árbol de la vida, y coma, y viva para siempre",  se colocan querubines y una espada de fuego en el extremo este del Jardín para resguarden el camino hacia el árbol de la vida.  El árbol de la vida se ha convertido en tema de debate sobre si es el mismo que el árbol del conocimiento del bien y del mal. 
En la Biblia fuera del Génesis, el término "árbol de la vida" aparece en Proverbios (3:18; 11:30; 13:12; 15:4) y Apocalipsis (2:7; 22:2, 22:14). También aparece en 2 Esdras (2:12; 8:52) y 4 Macabeos (18:16), que se incluyen entre los apócrifos judíos .
Según el Apocalipsis griego de Moisés, el árbol de la vida también se conoce como el Árbol de la Misericordia. Adán creyó que el aceite del árbol de la vida lo aliviaría de sus dolencias, por lo que envió a Set y a Eva a las puertas del Jardín a pedir un poco de este aceite. 

## Número de árboles
Karl Budde, en su estudio crítico de 1883, propuso que había sólo un árbol en el cuerpo de la narración del Génesis, y que había sido retratado de dos maneras: la primera como el árbol en medio del Jardín, y la segunda como el árbol prohibido. Claus Westermann reconoció la teoría de Budde en 1976. 
Ellen van Wolde, erudita bíblica holandesa, señaló que entre los estudiosos de la Biblia "los árboles casi siempre se tratan por separado y no relacionados entre sí" y que "la atención se dirige casi exclusivamente al árbol del conocimiento del bien y del mal, mientras que al árbol de la vida apenas se le presta atención." 

## Puntos de vista religiosos

### Cristiandad

#### Cristianismo oriental

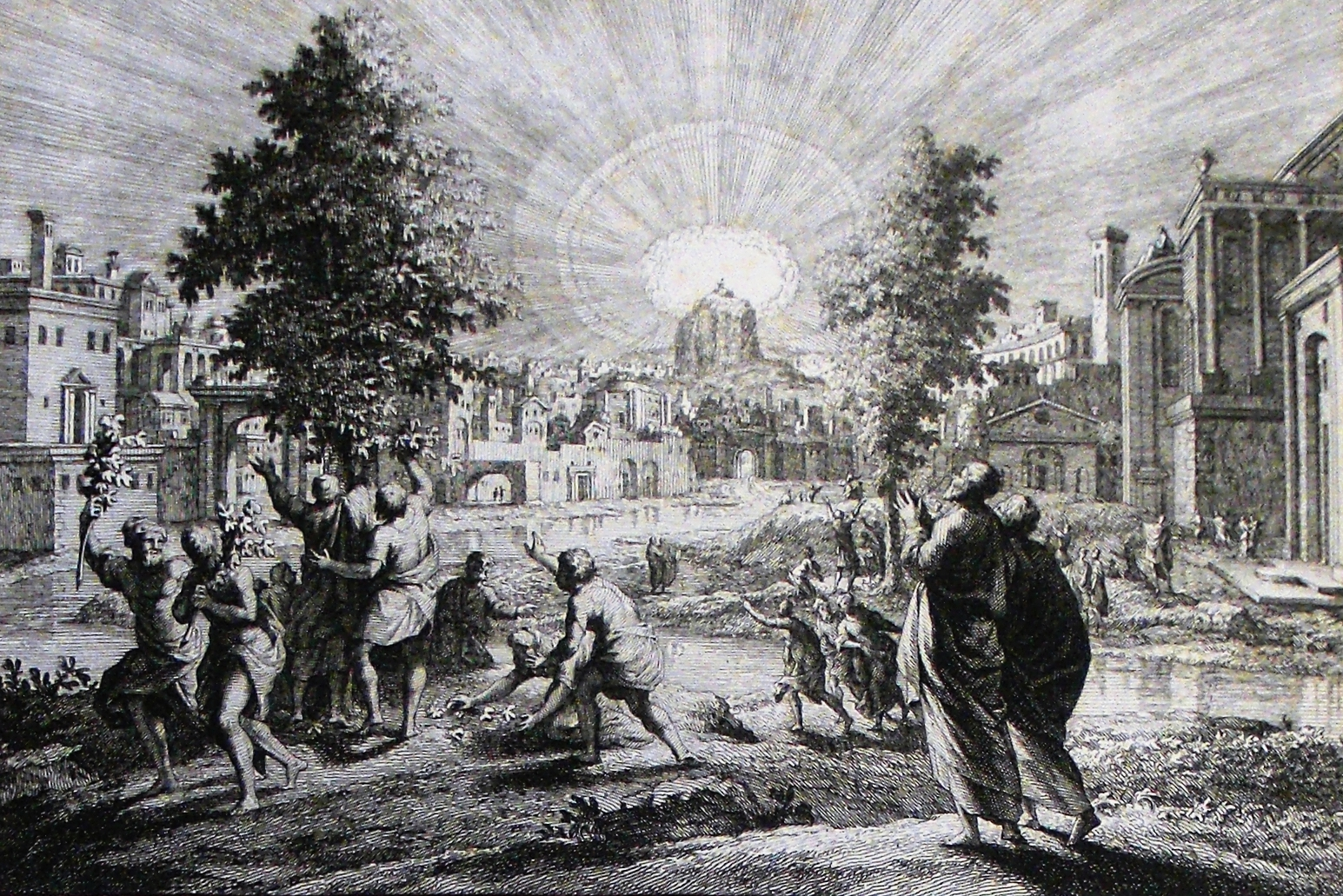
El árbol de la vida, una impresión de la colección Phillip Medhurst de ilustraciones bíblicas en posesión del reverendo Philip De Vere en St. George's Court, Kidderminster, Inglaterra.

La Iglesia Ortodoxa Oriental ha entendido tradicionalmente al árbol de la vida del Génesis como una prefiguración de la Cruz, de la que la humanidad no pudo participar hasta después de la encarnación, muerte y resurrección de Jesús. 

#### Cristianismo occidental
En la obra La ciudad de Dios (xiii.20-21), Agustín de Hipona ofrece un gran margen para las interpretaciones "espirituales" de los acontecimientos del jardín en el que se hallaba el Árbol de la Vida, siempre que tales alegorías no roben a la narrativa su realidad histórica. Los teólogos de la Ilustración (que culminaron posiblemente en Brunner y Niebuhr durante el siglo XX) buscaron interpretaciones figurativas porque ya habían descartado la posibilidad histórica de este relato.
Otros buscaron una comprensión muy pragmática del árbol. En la Summa Theologica (P97), Tomás de Aquino argumentó que el árbol sirvió para mantener los procesos biológicos de Adán durante una extensa vida animal terrestre. No proporcionaba la inmortalidad como tal, pues el árbol, al ser finito, no podía conceder vida infinita. Por lo tanto, después de un período de tiempo, el hombre y la mujer necesitarían volver a comer del árbol o ser "transportados a la vida espiritual". Los árboles frutales comunes del jardín fueron dados para compensar los efectos de la "pérdida de humedad" (nótese la doctrina de los humores en acción), mientras que el árbol de la vida estaba destinado a compensar las insuficiencias del cuerpo. Siguiendo a  Agustín en La Ciudad de Dios (xiv.26), “el hombre recibió alimento contra el hambre, bebida contra la sed y el árbol de la vida contra los estragos de la vejez”.
Juan Calvino (Comentario sobre Génesis 2:8), siguiendo un hilo diferente en Agustín (Ciudad de Dios, xiii.20), entendió el árbol en lenguaje sacramental. Dado que la humanidad no puede existir más que dentro de una relación de alianza con Dios, y todas las alianzas utilizan símbolos para darnos "el testimonio de su gracia", entrega el árbol, "no porque pudiera conferir al hombre esa vida con la que había sido dotado anteriormente, sino para que pudiera ser un símbolo y un recordatorio de la vida que había recibido de Dios." Esto hace referencia a la creencia de que Dios usa frecuentemente símbolos; no transfiere su poder a estos signos externos, sino que "por ellos nos extiende su mano, porque sin ayuda no podemos ascender a él". Por lo tanto, pretende que el hombre, cada vez que coma el fruto, recuerde la fuente de su vida y reconozca que no vive por su propio poder, sino por la bondad de Dios. Calvino niega (contra Tomás de Aquino, y sin mencionar su nombre) que el árbol sirviera como defensa biológica contra el envejecimiento físico. Ésta es también la interpretación vigente en la teología reformada moderna.

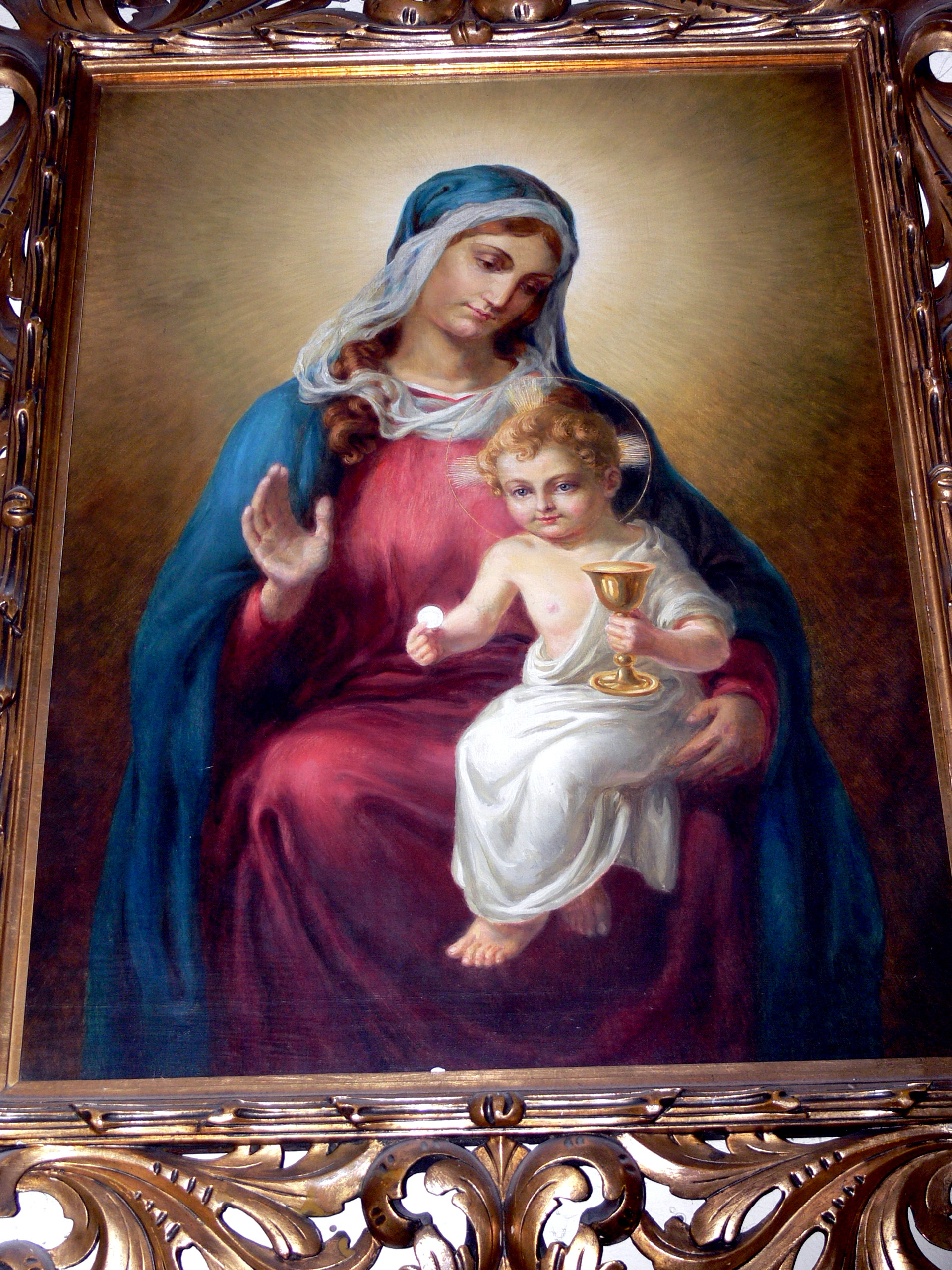
Iglesia parroquial de la Asunción de María en Pühret (Neustift iM, Alta Austria): Altar de la Virgen María: Imagen de la Virgen con el Niño (1900).
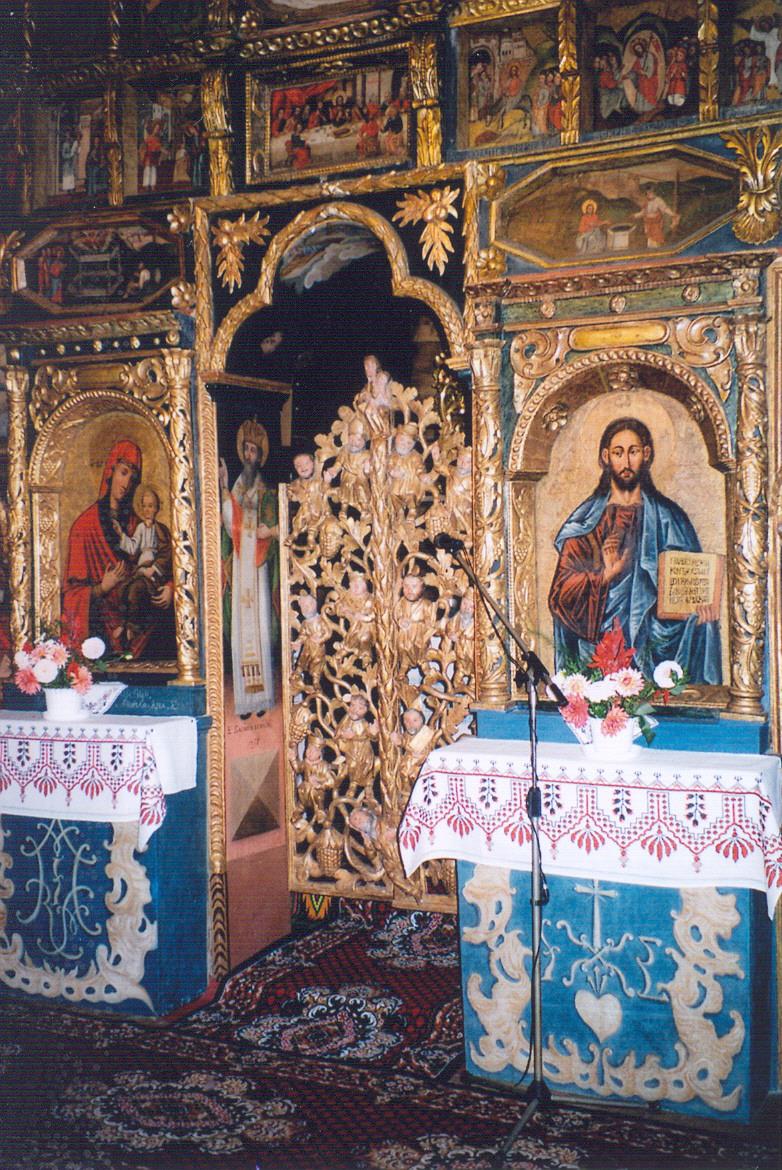
Puertas reales doradas talladas para representar el árbol de la vida (antigua iglesia de madera en Chotyniec, Polonia).
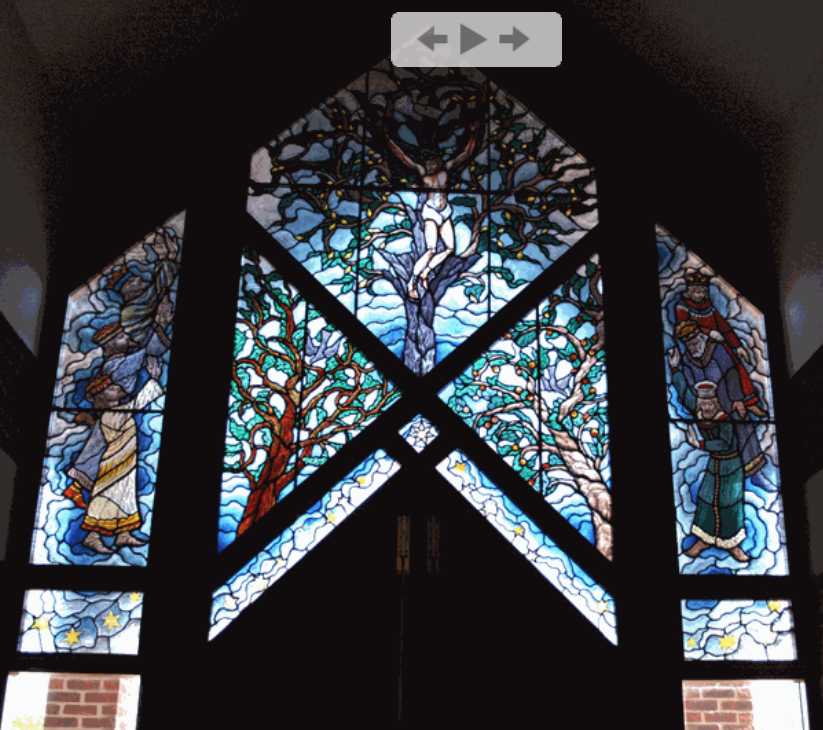
Árbol de la vida en la Iglesia Católica de Santa Teresa,Beaconsfield, Reino Unido

### Judaísmo
Según la mitología judía, en el Jardín del Edén hay un árbol de la vida, también conocido como el "árbol de las almas", que florece y produce nuevas almas, que caen en el Guf, la Cámara del Tesoro de las Almas. El Ángel Gabriel mete la mano en esta cámara, y saca la primera alma que alcanza su mano. Entonces Lailah, el Ángel de la Concepción, vela por el embrión hasta que nace. 

#### Cábala
El árbol de la vida está representado en varios ejemplos de geometría sagrada y es central en particular para la Cábala (Qabbaláh), donde se representa como un diagrama de diez nodos llamados Sefirot (singular Sefirah), o las diez emanaciones o atributos de Dios. Retrata cómo Dios, el Creador, demuestra su energía creativa en todo el universo a través de los ángeles como intermediarios, y luego esta energía llega a los humanos, manifestando su voluntad y su presencia en el mundo. Cada Sefirá, es decir, cada una de las ramas del árbol (Sefirot) representa una categoría diferente de fuerza creativa que es supervisada por un Arcángel diferente. Los creyentes afirman que, al centrarse en las distintas energías una por una, las personas pueden desarrollar una unión espiritual más estrecha con Dios. La Cábala es un método, disciplina y escuela de pensamiento esotérico en el misticismo judaico. 

## En la cultura popular
El árbol de la vida se menciona explícitamente en la película de 2006 La fuente; se analiza en relación con el libro hebreo del Génesis (Bereshit).
En el anime Neon Genesis Evangelion emitido desde el año 1995 hasta el año 1996, unos seres conocidos como Ángeles poseen el “fruto de la vida”, que les proporciona energía infinita, permitiéndoles regenerarse y cambiar de forma, entre otras habilidades.